# 水戸黄門外伝 かげろう忍法帖
『水戸黄門外伝 かげろう忍法帖』（みとこうもんがいでん かげろうにんぽうちょう）は、1995年5月22日から1995年9月4日までTBS系列の「ナショナル劇場（後にパナソニック ドラマシアター→月曜ミステリーシアター）」枠で放送されたテレビ時代劇。制作協力は東映太秦映像、製作はC.A.L。
2005年12月にタキコーポレーション（現オデッサ・エンタテインメント）よりDVD-BOXが発売された。

## 概要
お馴染み『水戸黄門』の登場人物の一人であるくノ一・かげろうお銀を主役に配した水戸黄門唯一のスピンオフ作品。水戸黄門本編の第23部と第24部の橋渡し的なストーリーであるが、あくまでも「外伝」であり『水戸黄門』本編のシリーズナンバーにはカウントされていない。第1話では水戸光圀（佐野浅夫）や佐々木助三郎（あおい輝彦）・渥美格之進（伊吹吾朗）、うっかり八兵衛（高橋元太郎）などの当時の『水戸黄門』の登場人物が出演しており、また本作の登場人物である名張の翔が本作の後日譚にあたる『水戸黄門 第24部』にゲスト出演を果たすなど、『水戸黄門』本編も通じて本作の世界観・設定を『水戸黄門』シリーズと擦り合わせる演出がなされていた。
かげろうお銀は『水戸黄門』で毎回のように入浴シーンがあったことで知られるが、本作でもその路線は健在であり、お銀や配下のくノ一たちがお色気で悪党を陥れるシーンが本作の売りになっている。テレビ時代劇としては映像面に趣向を凝らしており、忍法を使うシーンではCGやモーフィングを駆使した派手な演出が多用されている。オープニング（ブラックバックに白い紙吹雪を散らすもの）でも彼女らの忍術シーンが登場する。
本作は『水戸黄門』のように一つの旅程を連続して追う形式にはなっておらず、各エピソードは独立しており、特に信濃国を舞台とするエピソードが全16話中4話と多い点も特徴である。
本作で『水戸黄門』の印籠に相当するのは光圀の直筆書状で、事件のクライマックスにお銀が大名や城代家老・奉行らの寝所に参じて書状を見せ、悪事の証拠を提示して悪党への裁きを求めるというものになっている。
『水戸黄門』の勧善懲悪路線を引き継いだ作品ではあるが、制作プロデューサーの逸見稔は「『水戸黄門』の陰の部分とお色気をこの物語の中心にしました」と語っており、『水戸黄門』とは異なり、悪人を成敗する立場である主人公側の登場人物達が、悪事の調査中に悪人を始末（暗殺）することもある。ただし作中で始末されるのは基本的に悪事の証拠が存在しない悪人、もしくは悪人に雇われた影の存在である忍びの者等に限られており、悪人を始末するのはあくまで最低限に留められている。
劇中で悪人が所持している証書等に「元禄十年」と記載されていることが何度かあり、劇中の時間設定は元禄10年か、もしくはその前後である可能性がある。なお、第1話の冒頭でお銀が「10年振りに故郷に帰る」と発言しており、この時点でお銀が初登場した『水戸黄門 第16部』から約10年の時間経過がある事が窺われる。
1990年にオフィス・ヘンミが制作した『女忍かげろう組』から設定やBGM等を一部流用しているが、『女忍かげろう組』は三代将軍・徳川家光の時代が舞台であり、本作の世界観との繋がりは無い。また、山田風太郎の小説『かげろう忍法帖』とは無関係である。
第1話のオープニングのみ、他の話のオープニングよりロングバージョンとなっている。
CS放送では2005年と2020年に時代劇専門チャンネル、2010年にホームドラマチャンネル、2011年にTBSチャンネルで放送された。また、2012年と2014年にBS-TBSでも放送が行われた。

## 第1話のあらすじ
水戸老公一行の諸国漫遊の旅を終えたくノ一・かげろうお銀は、久々に暇を得て故郷の大和国・月ヶ瀬村への帰路を急いでいた。月ヶ瀬ではお銀の祖父で伊賀忍・藤林一門の頭領である藤林無門が薬を作り、配下のくノ一たちが薬の行商をしながら平和に暮らしていた。
ところが、大和郡山藩十二万石に大事が勃発。次席家老・黒柳監物の讒訴（ざんそ）により国家老・津坂長左衛門が蟄居謹慎、病床にある藩主・本多忠常の病気平癒と称して黒柳が祈祷師を呼び薬湯を飲ませているが、その薬湯と御典医・宮内玄朴が調合する薬にからくりがあった。薬に南蛮渡来の毒物・砒素を混入することにより藩主を殺害し、正嫡鶴千代に代わりお尚の方が黒柳と通じて出来た子・菊丸を世継ぎにと企んでいたのである。
その監物が唯一恐れるのが水戸老公。藤林無門とお銀を通して光圀の耳に入るのを恐れた次席家老の黒柳は、根来の抜忍・髑髏党の宇陀羅坊に無門を襲撃させ、無門は宇陀羅坊の凶弾を受け絶命、お銀も髑髏党に襲われた。飛猿の報せにより水戸の西山荘でこの一件を知った光圀は急遽、助三郎と格之進を大和へ向かわせた。
お銀はくノ一たちを従え横笛小太郎、名張の翔、飛猿、そして助さんと格さんらの協力を得て髑髏党を滅ぼし、見事に祖父の仇を討つ。そして、助三郎と格之進は光圀に託されたある物をお銀に渡す。それは、光圀が書いた諸国の大名に宛てた書状であった。
　此者　長年に渡り　我が身辺に　仕える者也

　此書面　差し出したる時　此者の言ハ　水戸光圀の　言と思ひ

　真摯に対処　致される様　願ひ上げ候

そして「これまでの諸国漫遊で諸大名の政を見て悪を正してきたが、今回の大和郡山藩の内紛のように、目の届かないところが随所にある。自分に代わり、お銀を頭に藤林一門に悪を正す力を貸してほしい」との光圀からの伝言を受けたお銀は光圀の願いを快諾。
かくして、お銀率いるかげろう組の世直し旅が始まった。

視聴率
ナショナル劇場 （月曜日20:00 - 20:54）
1話　20.8％
2話　16.4％
3話　17.8％
4話　16.7％
5話　17.6％
6話　14.3％
7話　16.2％
8話　15.0％
9話　16.2％
10話  12.2％
11話  12.0％
12話  13.1％
13話  16.7％
14話  14.8％
15話  12.8％
16話  13.0％

## 主要登場人物

### かげろう組のくノ一
かげろうお銀（由美かおる）
伊賀忍・藤林無門の孫娘。祖父の仇・髑髏党を滅ぼした後、光圀の書状を携え頭領としてかげろう組を率い、世直しの旅に出る。普段の服装は『水戸黄門』本編の定番である鳥追いだが、赤を基調とした修験者の服装の時もある。。
『水戸黄門』では見られない変身の術や身替わりの術を使うほか、相手の行動を操る催眠術を使うこともある。また、相手の首に太腿を極めて絞め落とすという大技を使う事があり、後日譚にあたる『第24部』でも、同じ技が引き継がれている。
シリーズの前半ではお銀自身が直接悪人の懐に飛び込んで任務にあたる事は少なかったが、シリーズの後半になると、長崎（第15話）で黒い西洋下着姿でソファーに横になって代官の疋田伝内を魅了するなど、『水戸黄門』本編以上の大胆なお色気シーンを披露する場面がある。
佐渡（第16話）では、南蛮手妻一座の花形として悪人達の宴席で軽業を披露したが、この時にお銀が着ていた銀色の装束は、『女忍かげろう組』で由美かおるが演じた銀蝶の忍装束と同じ物である。
『水戸黄門』本編と同じく、革を縫い込んだ紺色の忍装束を着用。本作の忍装束について、由美かおるは当時の雑誌の取材で「水戸黄門のときと同じデザインの服なんですが、セクシーな感じを出すために、網タイツでフィット感を出すように変えているんです」と語っている。
伽羅（中野みゆき）
かげろう組のくノ一でサブリーダー格。劇中で何度も悪人から褒め称えられるほどの美貌と色香と気品を兼ね備えており、伽羅が敵であることが判明した後でもなお、伽羅に対して執心を抱く悪人もいるほどである。
男を惑わせる香気の術の使い手であり、体から発する香気に引き寄せられてきた悪人を眠らせたり、時に始末したりする。香気の術の仕掛けにガラス玉のような薄桃色の玉を使う場合もあり、玉を湯に溶かして香気を立ち昇らせる、あるいは玉自体の香気を直接相手に嗅がせるといった使い方をしている。
頭領であるお銀の信頼も厚く、単独で悪人の懐に飛び込む任務がかげろう組のくノ一の中ではもっとも多いが、それだけ危険な目にあうことも多い。
忍術だけではなく剣術の腕も優れており、女性らしいしなやかな動きの剣技が特徴。口に咥えた剃刀を飛ばす技も使うが、こちらは相手を攻撃するために使われる事はなく、蝋燭の火を消したりする事などに使われる場合が多い。
赤色の忍装束を着用。オープニング映像とTVスポットCMでは、忍装束を脱いだ状態（赤いレオタードと網タイツを纏った状態）の伽羅のバストアップが一瞬映り込んでいるが、劇中ではこの姿にはなっていない。
蛍（羽田惠理香）
かげろう組のくノ一。敵の目をくらませたり、目を回させて気絶させたりすることができる忍法・蛍火で悪党を幻惑する。
上田（第2話）では鉢屋賀麻の妖術・鬼蜘蛛に操られて危機に陥った。伽羅や朧に比べると未熟な面もあるが、若さ故のバイタリティでその差を補っている。また花火の又八に気があるらしい描写がいくつかある。
小柄な体躯で俊敏に動き回り相手を翻弄する剣技が特徴。蛍自身がお色気で悪党を陥れるシーンは少なかったが、長崎（第15話）では、当初蛍を余り物扱いしていた天竺屋を、2人で寝室に入る頃にはすっかり魅了し、ドレスを脱ぎ捨てて白い下着姿でベッドの周りを動き回りながら天竺屋を焦らして翻弄するという活躍を見せた。
紫色の忍装束を着用。羽田惠理香は、当時の雑誌の取材において「撮影の途中から胸元のあきがさらに大きくなった」と語っている。
朧（鈴木奈穂）
かげろう組のくノ一。伽羅や蛍のような派手な固有の忍法は持ち合せていないが、指通しの輪がついた小刀を武器として使用している。
悪党の謀議を察知し伝書鳩で仲間に知らせるつなぎの任務や他のくノ一達を補佐する任務を担当することが多く、朧自身がお色気で悪党を陥れるシーンは少なかったが、上田（第2話）では花魁に扮して周参見屋を魅了し、風呂の中で小刀を用いて周参見屋を始末する活躍を見せた。
長い手足と抜群の身体能力を活かした躍動感のある剣技が特徴。敵に斬撃や蹴りを食らわせる際に、威勢の良い掛け声を発する事がある。くノ一では唯一の怪力の持ち主であり、平戸（第8話）では、蛍によって足首を縄で縛り上げられた黒主の五郎造とその妻のおりきの2人を片手だけで天井に吊り上げている。
緑色の忍装束を着用。第1話のオープニング映像のみ、側転をする朧の姿が一瞬映り込んでいる。
茜（𠮷井丈絵）
かげろう組のくノ一。梓・楓と行動を共にすることが多く、3人の中ではリーダー格。人吉（第10話）では、宿の仲居3人の意識を一時的に乗っ取る忍法を使い、仲居が運んでいた膳を自分達の部屋に持ち込ませる。
茜・梓・楓の3人は第1話に出演した後は第9話まで出番がなかったが、人吉（第10話）では湯女宿に潜入し、薊も含めた4人で湯女に扮して悪人達を接客した後、忍装束に一瞬で着替え、見張りに悟られぬよう嬌声をあげながら悪人達を体術で懲らしめ、悪事の証書を奪い取る活躍を見せた。この時、茜は悪人の1人友成嘉門を一方的に翻弄している。
山吹色の忍装束を着用。
梓（彩木優花）
かげろう組のくノ一。茜・楓と行動を共にすることが多い。固有の忍法はない。
人吉（第10話）の湯女宿では悪人の1人駌淵主馬を一方的に翻弄した後、駌淵の持っていた悪事の証書を奪い取った。
青色の忍装束を着用。
楓（稲村友紀）
かげろう組のくノ一。茜・梓と行動を共にすることが多い。固有の忍法はない。第1話で薬の行商先の飛騨高山で出会った宮大工の話ばかりすることを茜にからかわれる。
人吉（第10話）の湯女宿では薊と共に悪人の1人八代屋を一方的に翻弄した後、八代屋の持っていた悪事の証書を奪い取った。
山吹色の忍装束を着用。
繭（浅井星光）
かげろう組のくノ一。固有の忍法はない。茜・梓・楓と行動を共にしているが、登場は第1話と塩尻（第12話）のみである。
青色の忍装束を着用。
薊（一条かおり）
かげろう組のくノ一。固有の忍法はない。人吉（第10話）で茜・梓・楓と共に湯女宿に潜入し、楓と共に悪人の1人八代屋を一方的に翻弄した後、八代屋の持っていた悪事の証書を奪い取った。
第10話のみの登場。
青色の忍装束を着用。
胡蝶（細川ふみえ）
かげろう組のくノ一。津和野（第3話）で登場。乱心の藩主に捕らわれた娘たちを救うためにわざと攫われて津和野城へ潜入し、城内の陰謀を探る。
敵の目をくらませる忍法・蝶の舞で戦う。普段は穏やかな口調で話すが、自分を襲おうとした男を撃退した時などに、厳しい口調で「ばーか！」と吐き捨てるように相手を罵ることがある。
黄色の忍装束を着用。
桔梗（杉本彩）
かげろう組のくノ一。普段は尼僧を装う。相馬（第5話）で登場。悪事を探るために葛西屋の懐に飛び込み、妖艶な美貌と色香で葛西屋を魅了して始末する活躍を見せた。
鍼と桔梗の花が武器であり、桔梗の花の匂いを嗅いだり、口や鼻の穴が桔梗の花で塞がれたりすると、相手は金縛りにあって動けなくなってしまう。剣術は不得手のようで、鍔迫り合いに持ち込まれると相手から押され気味になることがある。
青色の忍装束を着用。
夢女（蜷川有紀）
かげろう組のくノ一。諏訪（第7話）と松山（第13話）で登場。普段は流れ者の遊女を装う。
目から妖しい光を発し、相手に耽美な幻覚を見せる忍法を使う。立ち回りでは剣術を用いず、蹴りや平手打ちで敵を打ち負かしたり、薄紫色の薄布で敵の顔を絡め取るといった戦い方をする。劇中では名張の翔に好意を持っているらしい描写がある。
諏訪（第7話)では緑色、松山（第13話）では青色の忍装束を着用。

### 伊賀忍
柘植の飛猿（野村将希）
　お銀と共に光圀に仕える伊賀忍。鍛え抜かれた肉体とそれを駆使した体術は本作でも健在である。
『水戸黄門』本編において飛猿自身が変装して任務にあたることはほとんどないが、本作では第14話で呑気な村人、第16話で屈強な髭面の炭鉱夫に扮している。また、本作では一旦壁を光らせてからその壁を裏側から壊して登場する場面がある。
花火の又八（せんだみつお）
『水戸黄門 第16部』及び『水戸黄門 第17部』の第1話に登場した煙の又平の弟。村では亡き兄に代わってくノ一の世話役を一手に受けている。火薬の扱いは一流だが、酒と女に目がない。
技はバズーカ状の火炎砲筒を使った火炎の術。爆竹や焙烙玉といった火器全般の扱いにも長けている。事件発生を狼煙で仲間に知らせる役目も担う。佐渡（第16話）では、又八が焙烙玉を使って悪人の部屋に火をつけ、悪人がその火に驚いているうちに一瞬で火が消え、燃えていたはずの部屋が何事もなく元通りになっているという、幻術的な要素を持つ火炎の術を使っている。
語尾に「ナハ!（演じるせんだの十八番のセリフ）」を付ける癖がある。旅の道中では蛍と共に行動する事が多い。
横笛の小太郎（中村橋之助）
伊賀の上忍・百地一門の跡取り。それ故に、お銀たちからは「小太郎様」と敬称を付けて呼ばれる。お銀のいとこでもある。剣術と変装に長け、忍法白波という水技、光線を発して外科的な治療を行う、相手を手を触れず投げ飛ばすなど多彩な技を使う。
第1話、津和野（第3話）、熊野（第4話）、諏訪（第7話）、富山（第9話）、彦根（第11話）に登場しており、後半は登場しなくなるが、その件について、中村橋之助が当時の雑誌の取材において「舞台の都合もあって全シリーズの4本にしか出られず残念です」と語っている。
名張の翔（京本政樹）
お銀と姉弟同様に育てられたクールで二枚目の伊賀忍。独楽や手ぬぐいを武器に戦う。第1話と諏訪（第7話）と富山（第9話）では小太郎と共に登場しているが、それ以外では小太郎の出演していない回に翔が登場する作劇構成となっている。
後に『水戸黄門 第24部』 第3話、第7話、第34話にも登場する。
卍の弥太平（左とん平）
人吉（第10話）と佐渡（第16話）で登場。右腕に彫られた「卍」の入れ墨を手裏剣のように飛ばし、手裏剣が刺さった相手の意識を操って悪事を自白させる忍術を使う。サイコロを武器代わりに使うこともある。
又八同様に助平であり、人吉と佐渡でいずれも、くノ一達が風呂に入っているところを覗こうとして水をかけられる場面がある。黒の三角頭巾に、茶色の忍装束を着用。
藤林無門（佐野浅夫）
お銀の祖父であり伊賀忍・藤林一門の頭領。『水戸黄門 第16部』以来、約10年ぶりのシリーズ再登場となった（『水戸黄門 第16部』は西村晃が光圀役の時代で、佐野は同シリーズに無門役でゲスト出演していた。そのため、本作では光圀との一人二役出演となった）。大和郡山藩の内紛に巻き込まれ、根来の抜け忍・髑髏党に襲われて宇陀羅坊の凶弾を受け絶命。

### その他
水戸光圀（佐野浅夫）※藤林無門との一人二役出演。
第1話のみゲスト出演。それ以降は物語の終盤でお銀が大名や城代家老・奉行らの寝所に参じて光圀の書状を見せる場面で声のみ出演する。
佐々木助三郎（あおい輝彦）、渥美格之進（伊吹吾朗）
第1話のみゲスト出演。飛猿の報せを受け、共にお銀の許へ駆け付け、お銀のピンチを救った。
うっかり八兵衛（高橋元太郎）
第1話のみゲスト出演。西山荘でお銀の身を案じ、報せに来た飛猿にお守りを手渡し、そのお守りが宇陀羅坊と対決するお銀の盾代わりとなりお銀は命を救われる。

## スタッフ
- 制作：逸見稔
- 原作・脚本：葉村彰子
- 音楽：佐藤允彦
- 監督：矢田清巳（第1話～第2話、第4話～第5話、第7話～第8話、第13話、第16話）、金鐘守（第3話、第6話、第14話～第15話）山内鉄也（第9話、第11話）、井上泰治（第10話、第12話）
- 特技：宍戸大全
- プロデューサー：五十嵐通夫、大庭喜儀、山田勝
- 撮影：都築雅人（第1話～第2話、第4話～第5話、第7話～第8話、第13話、第16話）、小林善和（第3話、第6話、第9話～第12話、第14話～第15話）
- 照明：大谷康郎（第1話～第2話、第4話、第7話、第14話～第15話）、武邦男（第3話、第6話）、岩見秀夫（第5話、第8話）、伊勢晴夫（第9話～第12話）、畑下隆憲（第13話、第16話）
- 録音：佐藤茂樹（第1話、第7話）､木村均（第2話、第4話～第5話、第8話、第13話、第16話）、田辺義教（第3話、第6話）、田代博司（第9話、第11話）、中川清（第10話、第12話、第14話～第15話）
- 美術：高見哲也（第1話～第2話、第4話～第5話、第7話～第8話、第13話､第16話）、三浦鐐二（第3話、第6話、第9話～第12話）、園田一佳（第14話～第15話）
- 記録：小川加津子（第1話、第7話）、森井千尋（第2話、第4話）、西村直美（第3話、第6話）、内藤幸子（第5話、第8話、第13話、第16話）、中田英子（第9話～第12話、第14話～第15話）
- 編集：河合和子
- 助監督：梅原重行（第1話～第2話、第4話、第7話）、喜田川隆義（第3話、第6話）､和田圭一（第5話、第8話、第13話、第16話）､佐藤晴夫（第9話、第11話、第14話～第15話）、六車雅宣（第10話、第12話）
- 邦楽監修：中本哲
- 舞踊振付：若柳加織里（第6話）、若柳縫秀（第14話）、藤間勘静（第16話）
- 擬斗：菅原俊夫（東映剣会）
- 衣装：植田光三
- 装置：山本永寿
- 装飾：窪田治（第1話、第5話、第7話～第8話、第14話～第15話）、長尾康久（第2話、第4話）、長谷川優市呂（第3話、第6話、第9話～第12話）、三木雅彦（第13話、第16話）
- 小道具：高津商会
- 美粧結髪：東和美粧
- かつら：山崎かつら
- スチール：北脇克巳（第1話～第9話、第11話、第13話～第16話）、高瀬和三郎（第10話、第12話）
- 計測：長谷川光徳（第1話、第5話、第7話～第8話、第10話､第12話）、山本辰也（第2話、第4話、第13話～第16話）、作村龍二（第3話、第6話、第9話、第11話）
- 進行：木岡敦（第1話～第2話、第4話、第6話～第8話、第13話、第16話）、松田渡（第3話、第5話、第14話～第15話）、宮崎俊弥（第9話～第12話）
- 演技事務：山下義明
- 整音：神戸孝憲
- 騎馬：岸本乗馬センター（第1話、第3話、第5話、第12話）
- 刺青：毛利清二（第2話）
- ナレーター：杉山真太郎
- 協力：京都 大覚寺（第5話、第8話）
- VTR編集：岸本圭介（第4話～第16話）
- 現像・テレシネ：IMAGICA
- 制作協力：東映太秦映像
- 製作：C.A.L

## 主題曲
- 忍び風（作曲：佐藤允彦）

## 時代考証面での噂
- 本作最終回で、「事件が解決し故郷へ戻ることになった由美かおるたちは、喜びのあまり『ヤッホー』を連発していた。でもそれって、もしかしてドイツ語じゃ……」と書かれた内容が水戸黄門とともにチェーンメールとして流れていた時期があったが、両者とも『WEEKLY ぴあ』に掲載された「はみだしYOUとPIA」という読者投稿が元ネタである[7]。こちらは水戸黄門のケースとは異なり実際に発しているが[8]、ヤッホーはドイツ語ではないし、由美かおる扮するお銀は発しておらず、その場にいたくノ一6人が叫んだにすぎない。